# Per Jacobsson
Per Jacobsson (n. 5 februarie 1894 – d. 5 mai 1963) a fost un economist suedez care a îndeplinit funcția de director general al Fondului Monetar Internațional din 21 noiembrie 1956 și până în mai 1963, când a murit. Născut în Tanum, Bohuslän, Jacobsson a primit o licență în drept, dar și în economie de la Universitatea Uppsala.

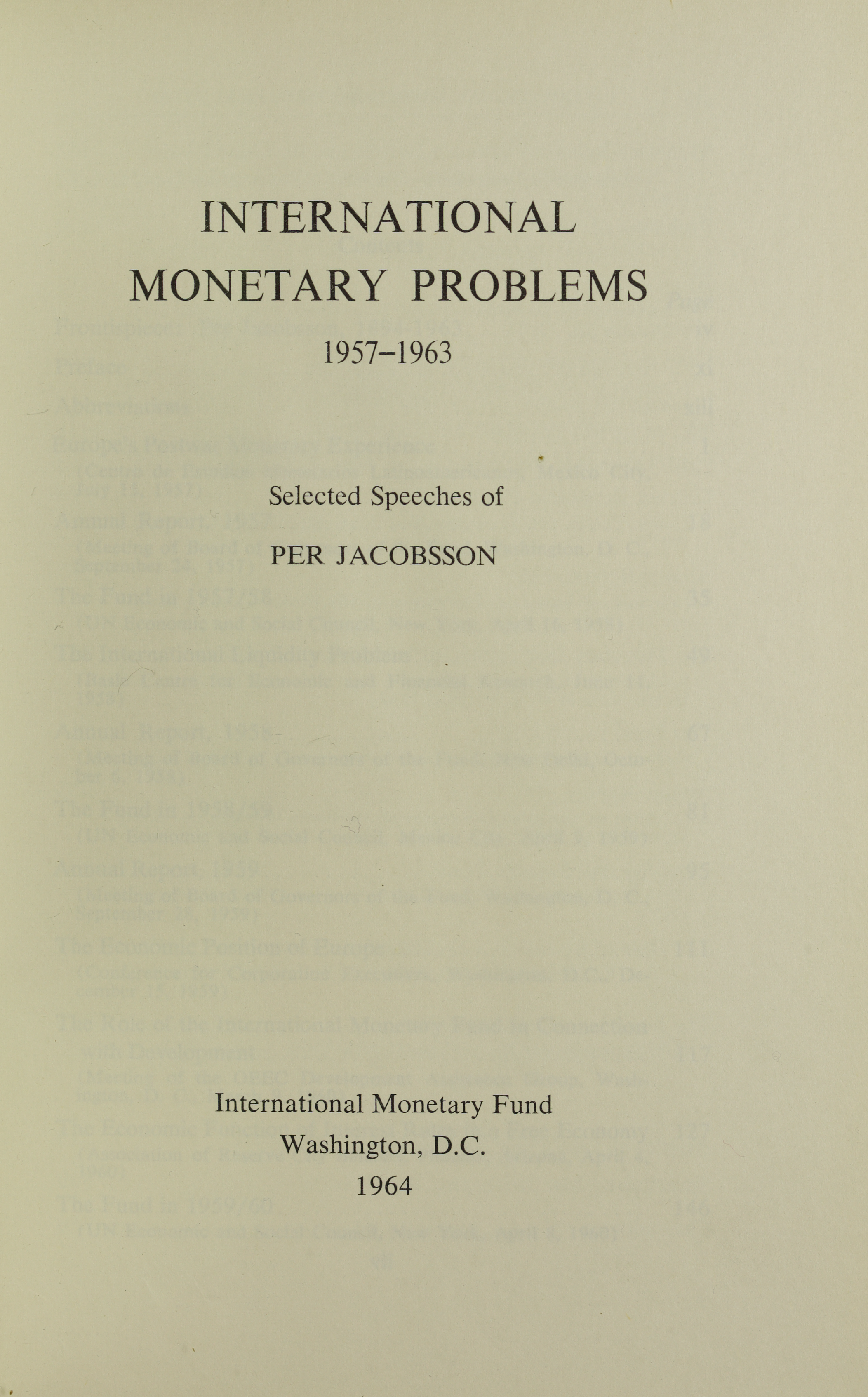
International monetary problems, 1964